# Conus sahlbergi
Espèce
Statut de conservation UICN

 LC  : Préoccupation mineure
Conus sahlbergi est une espèce de mollusques gastéropodes marins de la famille des Conidae.
Comme toutes les espèces du genre Conus, ces escargots sont prédateurs et venimeux. Ils sont capables de « piquer » les humains et doivent donc être manipulés avec précaution, voire pas du tout.

## Distribution
Cette espèce marine est présente au large des Bahamas.

### Niveau de risque d’extinction de l’espèce
Selon l'analyse de l'UICN réalisée en 2011 pour la définition du niveau de risque d'extinction, cette espèce est endémique aux Bahamas, où elle a été trouvée sur Bimini. Bimini a deux îles principales - Bimini Nord et Bimini Sud avec un littoral total d'environ 45 km. Il n'y a pas de menaces connues et il s'agit d'une petite espèce qui n'attire pas les collectionneurs occasionnels et qui est difficile à trouver parmi les algues. Cette espèce est classée dans la catégorie "préoccupation mineure".

## Taxonomie

### Publication originale
L'espèce Conus sahlbergi a été décrite pour la première fois en 1986 par les malacologistes António José da Motta (d) et Wayne Harland  dans « Publicações Ocasionais da Sociedade Portuguesa de Malacologia »,.

### Synonymes
- Conus (Dauciconus) sahlbergi da Motta & Harland, 1986 · appellation alternative
- Purpuriconus sahlbergi (da Motta & Harland, 1986) · non accepté